# فارمینگتون (میشیگان)
فارمینگتون، میشیگان (به انگلیسی: Farmington, Michigan) یک شهر در ایالات متحده آمریکا با جمعیت ۱۰٬۳۷۲ نفر است که در میشیگان واقع شده‌است.